# Girolamo Luigi Crivelli
Girolamo Luigi Crivelli (Trento, 5 giugno 1746 – Nepi, 27 novembre 1780) è stato un vescovo cattolico italiano.

## Biografia
Membro della famiglia Crivelli, ne divenne uno dei tanti esponenti religiosi. Fu nominato e consacrato vescovo di Nepi e Sutri da papa Pio VI, all'inizio del suo pontificato. Morì dopo solo due anni di episcopato, all'età di 34 anni.

## Opere
- (LA) Hieronymi Cribelli... episcopi Nepesini et Sutrini Epistola pastoralis ad clerum et populum utriusque dioecesis, Roma, ex typographia Joannis Zempel, 1778.
- Giuliana Campestrin (a cura di), Riveritemi tutti di casa: lettere di Girolamo Crivelli al fratello Antonio (1764-1780), Pergine, Archivio storico comunale, 2004.

## Genealogia episcopale
La genealogia episcopale è:
- Cardinale Scipione Rebiba
- Cardinale Giulio Antonio Santori
- Cardinale Girolamo Bernerio, O.P.
- Arcivescovo Galeazzo Sanvitale
- Cardinale Ludovico Ludovisi
- Cardinale Luigi Caetani
- Cardinale Ulderico Carpegna
- Cardinale Paluzzo Paluzzi Altieri degli Albertoni
- Papa Benedetto XIII
- Papa Benedetto XIV
- Papa Clemente XIII
- Cardinale Giovanni Francesco Albani
- Papa Pio VI
- Vescovo Girolamo Luigi Crivelli